# ベラック
ベラック （Bellac）は、フランス、ヌーヴェル＝アキテーヌ地域圏、オート＝ヴィエンヌ県のコミューン。

## 地理
県北部にあるベラックは、ブロンド山地の中にある。森や多くの河川が流れる牧歌的な風景という環境保護がなされている。コミューンで最も重要なのはヴァントゥ川である。
国内でのベラックの位置は中央西寄りで、多くの主要都市に近い。ポワティエへは70km、リモージュとは45kmの距離である。

## 交通
ベラックには、N145など主要国道が4本交差している。リモージュ空港とベラックの区間をシャトルバスが運行されている。同様にTGVの停まるリモージュ駅やポワティエ駅の間もシャトルバスが運行されている。ベラック駅には、TERリムーザンの路線がある。

## 歴史
10世紀初頭、フランク貴族でラ・マルシュ伯爵ボソンが、ヴァントゥ川を見下ろす岩の露頭の上に木造の城を築いた（現在は失われている）。
リムーザン、ラ・マルシュ、ポワトゥー、ベリーの各地方との道が交差するベラックは、通商で栄えた。12世紀半ば、ボソンの直系子孫であるアルドベール3世は自由特権を住民に授けた。このために貿易の発展に弾みがつき、売買される品物が多様化した。1世紀後、皮なめし職人たちがヴァントゥ川沿いに移住してきた。
1531年、ベラックは恒久的に王国領に組み込まれた。フランソワ1世はベラックのブルジョワたちに対し、年4回の見本市と週末の市場の開催を許可した。同時代には病院がつくられた。17世紀、イエズス会はベラックに神学校をつくった。1663年にジャン・ド・ラ・フォンテーヌがベラックに数日間滞在し、書簡を書いている。1800年、ベラックは郡庁所在地となった。

## 史跡
- ノートルダム教会 - 歴史文化財。12世紀から14世紀。ロマネスクとゴシックの混合。もともとはラ・マルシュ伯の居城の付属礼拝堂であった。
- 古い石造橋 - 13世紀。
- 旧皮なめし工房 - 15世紀
- 古い城壁の遺構 - 15世紀。

## 出身者
- ジャン・ジロドゥ

## 姉妹都市
- ヴァセルトリューディンゲン、ドイツ
- シフォエ、ガンビア